# Palais de justice de Besançon
Le palais de justice de Besançon (ancien parlement de Besançon) regroupe sur un seul site la cour d'appel, le tribunal judiciaire et le tribunal de commerce de Besançon.
La partie de la façade principale comprise entre les deux pavillons d'angle fait l’objet d’un classement au titre des monuments historiques depuis le 14 octobre 1911.
Le vestibule avec sa grille et son décor et le grand escalier ; les pièces suivantes avec leur décor : la salle des audiences solennelles, la salle des pas perdus, la première et la deuxième chambres et la cheminée de la chambre de mise en accusation font l’objet d’une inscription au titre des monuments historiques depuis le 27 décembre 1979.

## Histoire
La cour d'appel de Besançon occupe les locaux de l'ancien parlement de Besançon, construits en 1585 par l'architecte Hugues Sambin et remaniés aux siècles suivants.
Le palais fut reconstruit de 1745 à 1749.
En 1970, les bâtiments sont en partie atteints par un attentat.
En 1991, un grand projet architectural moderne destiné à regrouper les tribunaux d'instance, de grande instance, et le tribunal de commerce de Besançon est adopté. Les travaux, confiés à l'architecte Henri Gaudin, se sont achevés en 2003.

## Architecture
La façade principale est de style Renaissance.
Au-dessus du porche, fermé par une grille de 1861, trônent deux statues représentant la Justice et la Force.

## Photographies

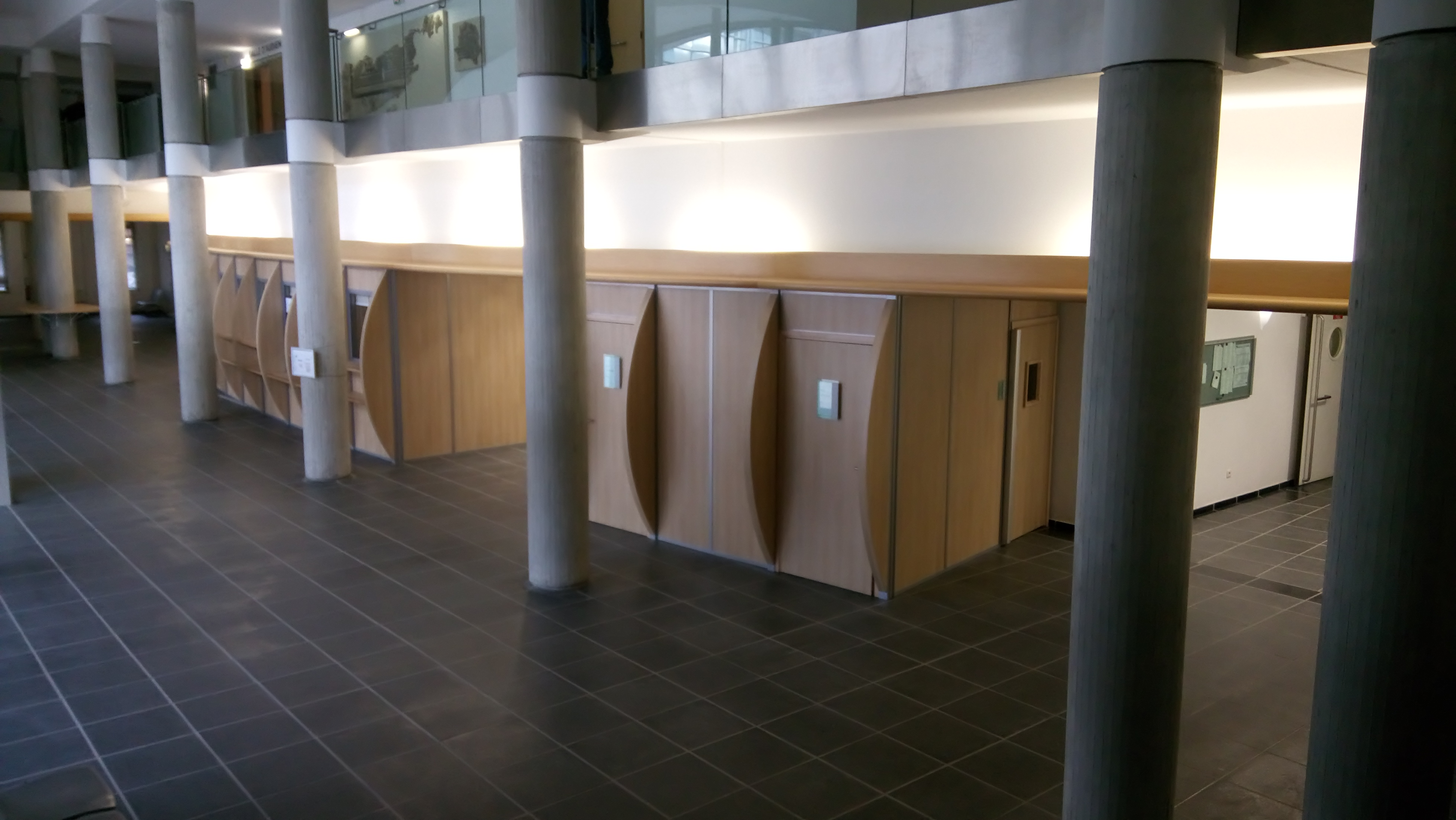
Hall du palais de justice de Besançon.
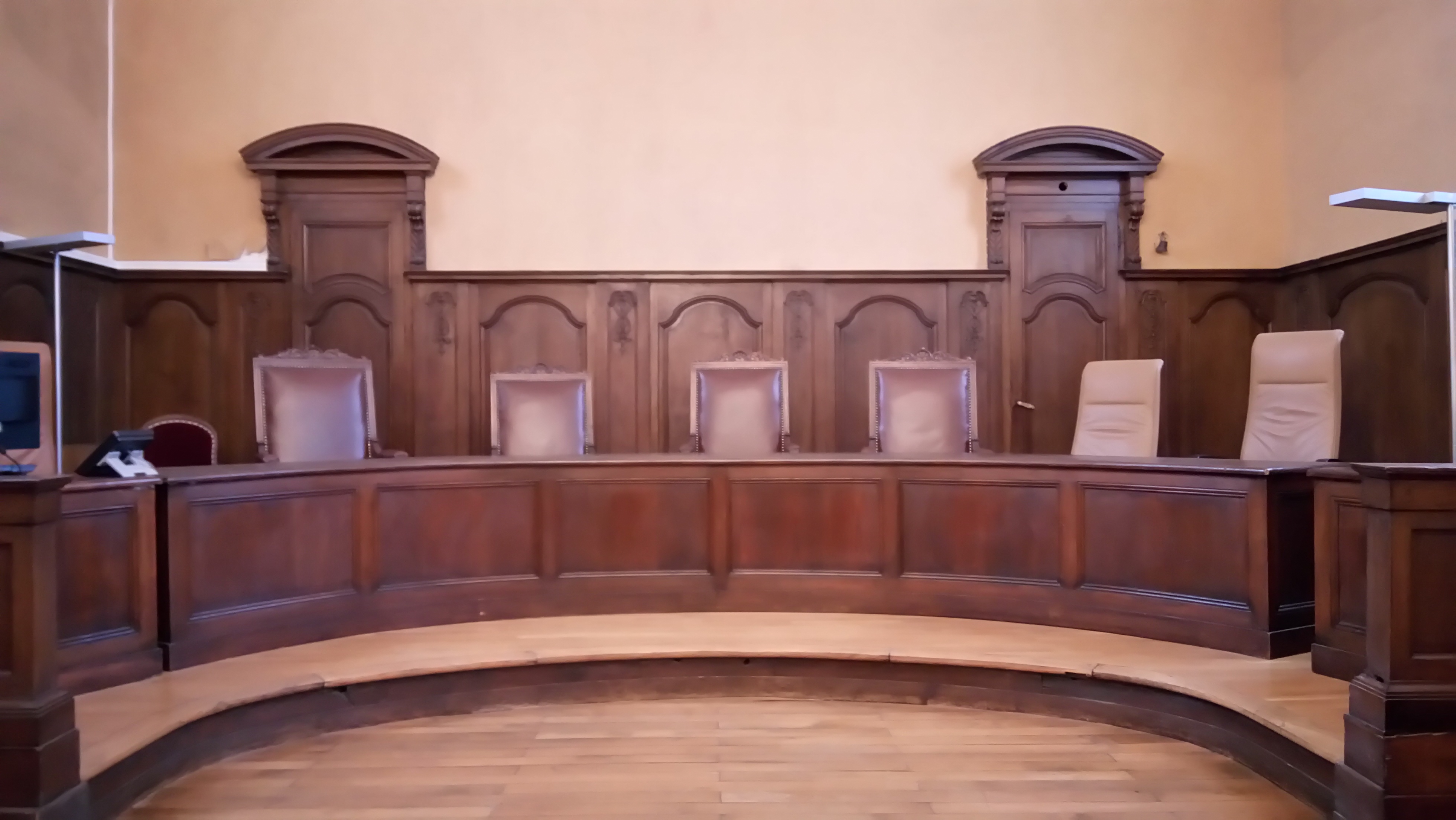
Salle d'audience solennelle Stendhal au palais de justice de Besançon.
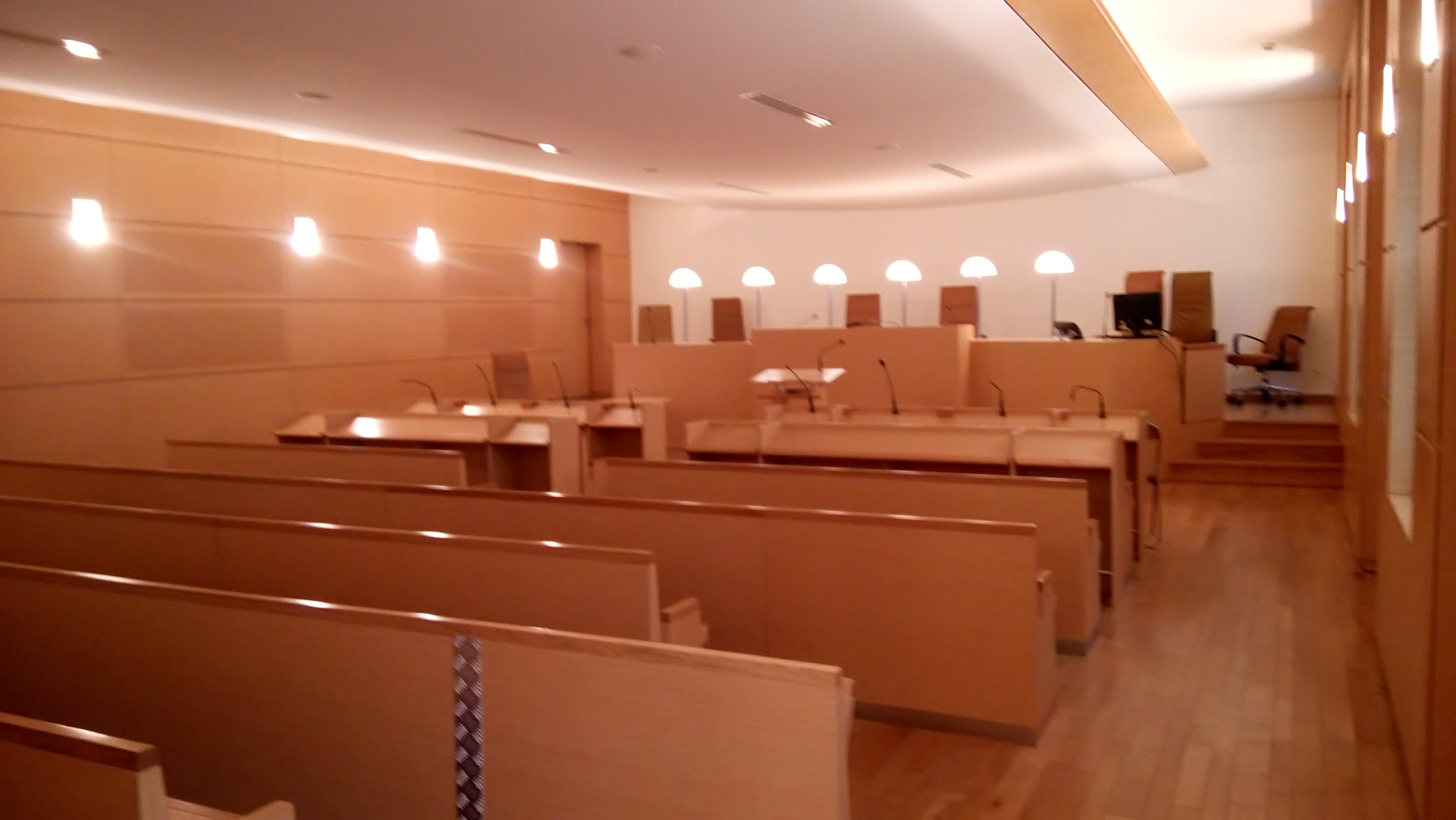
Salle d'audience moderne au palais de justice de Besançon.